# Natalia Gončarovová
Natalia Sergejevna Gončarovová, rusky Наталья Сергеевна Гончарова, francouzsky Nathalie Gontcharoff (4. července 1881, Něgajevo – 17. říjen 1962, Paříž) byla rusko-francouzská malířka, kostýmní výtvarnice a scénografka. Patří mezi jednu z nejvýznamnějších osobností ruské avantgardy první poloviny dvacátého století. Vytvořila svá díla především ve stylu rayonismu, neoprimitivismu a kubofuturismu. Je autorkou nejdražšího obrazu, který namalovala žena – její obraz Španělka byl v únoru 2010 vydražen v dražební síni Christie's za 6,43 milionu liber.

## Život

### Rusko
Pocházela z významné ruské rodiny, která umění podporovala. Její prateta byla manželkou básníka Alexandra Sergejeviče Puškina, otec byl architekt. Dětství trávila na statku svých prarodičů v Ladyžině u Tuly, kde ji trvale ovlivnil ruský folklór. V roce 1891 se přestěhovala do Moskvy, kde absolvovala dívčí gymnázium. Roku 1898 se na přání otce zapsala ke studiu lékařství, ale brzy přestoupila na studium sochařství na Moskevské škole malířství, sochařství a architektury. Zde se roku 1900 seznámila s malířem Michailem Larionovem, který ji také přesvědčil, aby se místo sochařství věnovala malířství. S ním pak žila do konce života, od roku 1955 jako manželka. 
V roce 1904 přestoupila do malířské třídy K. A. Korovina a stále intenzivněji se zabývala malbou. V roce 1909 přestala platit školné a byla ze školy vyloučena. Silně na ni zapůsobila vlna avantgardy, zejména postimpresionismus, kubismus a fauvismus. Gončarovová brzy přišla se svým osobitým rozvinutím těchto směrů, které kombinovala s prvky tradiční ruské lidové kultury, zejména s tradicí pravoslavných ikon. Své práce představila na výstavách současného umění v Rusku a na Podzimním salonu v Paříži roku 1906. V březnu 1910 uspořádala v Moskvě svou první samostatnou výstavu, která však byla po jednom dni zakázána. Gončarovová byla kvůli dvěma obrazům aktů obviněna z šíření pornografie a několik jejích prací bylo zabaveno. Soud ji však osvobodil. 
V letech 1908 až 1911 vyučovala soukromě v Ateliéru malby a kresby ‎‎I. I. Maškova‎.

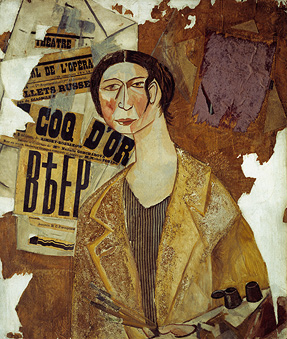
Natalia Gončarová na obraze Michaila Larionova (1915)

V roce 1910 s Larionovem založili uměleckou skupinu Kárový spodek, ale záhy oba přestoupili do radikálnější avantgardní skupiny Oslí ocas. Na její jediné výstavě byla prezentována i díla Gončarovové, která vzbudila ve společnosti rozruch. Důvodem byla podobnost jejích děl s významnými ruskými ikonami. Tisk kritizoval použití avantgardních technik při zobrazování náboženských témat. Nařkl ji z rouhání a navrhoval, aby byla vyloučena z ortodoxní církve. 
Kolem roku 1913 se podílela na sepsání tzv. Rayonistického manifestu, ale protože jedinými představiteli rayonismu byla sama Natalia a Larionov, směr brzy zanikl. Účastnila se futuristických výstav a spolupracovala s německou uměleckou skupinou Der Blaue Reiter. Největší osobní výstavy Gončarovové se konaly v Moskvě, na ‎‎(podzim ‎‎1913‎‎) a v Petrohradě (jaro ‎‎1914‎‎), představila na nich více než 700 děl vytvořených v letech ‎‎1900‎‎ až ‎‎1913‎‎.  
20. dubna 1914 Gončarovová a Larionov přijeli do Paříže, kde měli úspěšnou výstavu v galerii Paula Guillauma. Gončarovová začala pracovat pro Ballets Russes. Přijala nabídku Sergeje Ďagileva, aby navrhla kostýmy a kulisy pro představení Zlatého kohoutka Rimského-Korsakova. 
‎S vypuknutím ‎‎první světové války se‎‎ Larionov a Gončarovová vrátili do Ruska. V roce 1914 Gončarovová vydala litografickou sérii Mystické obrazy války – velké litografie na vlastenecké téma. ‎‎‎V dubnu 1915 se konala poslední samostatná výstava Gončarovové v Rusku. V červnu 1915 Ďagilev pozval Gončarovovou a Larionova do Paříže, aby natrvalo pracovali pro jeho Ruský balet. 

### Francie
V roce 1915 začala navrhovat baletní kostýmy a scény v ‎‎Ženevě‎‎. Roku 1916 společně navštívili Španělsko, kde Gončarovová vytvořila kostýmy pro národní balet. Následující rok se setkala v Římě s Picassem a italskými futuristy. Po první světové válce se Paříž a Ruský balet staly jejím hlavním místem působiště. Kromě tvorby pro Ďagileva navrhovala i pro jiná divadla v Paříži a Londýně a také se pravidelně objevovala na různých výstavách, například v New Yorku. 

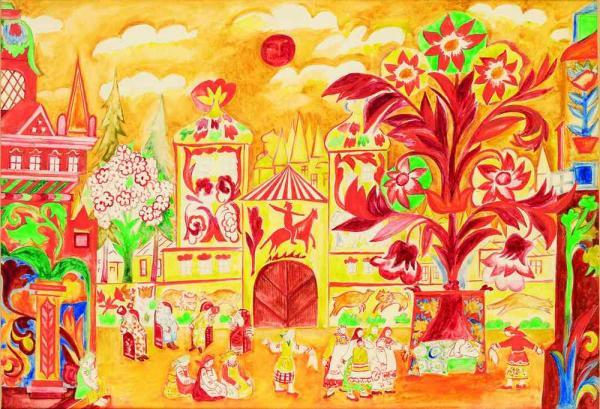
Scénický návrh k baletu Zlatý kohoutek (1914)

Spolupráce mezi baletním mistrem a tímto párem trvala až do jeho smrti v roce 1930. Ďagilev oba partnery dokázal dobře zabezpečit, avšak jeho smrt narušila spolupráci s Ruským baletem. Finanční situace Gončarovové a Larionova se zhoršila. Gončarovová se nadále věnovala knižní ilustraci, malování, výuce, ale její sláva pohasínala. Na přelomu dvacátých a třicátých let se v Paříži stýkala s ruskou básnířkou Marinou Cvětajevovou, která pro časopis Волья России (Svobodné Rusko) zpracovala rozsáhlou studii porovnávající dvě ženy stejného jména: ženu básníka Puškina a avantgardní malířku. Gončarovová namalovala cyklus ilustrací k folklorně stylizované poemě Mariny Cvětajevové Mládenec (Молодец).
8. září 1938 jí bylo uděleno francouzské občanství. Během druhé světové války pár pobýval v Paříži a nadále tvořil pro různé divadelní produkce. Později z důvodu nedostatku peněz museli rozprodávat svá díla i sbírku umění.
Po druhé světové válce se oba partneři propadli do úplné chudoby. V roce 1950 Larionova ranila těžká mrtvice[nepřesný odkaz] a musel být natrvalo umístěn v pečovatelském domě. Gončarovová jedla v té době jen jediné jídlo denně – polévku, kterou dostávala zdarma v jedné pařížské restauraci. V červnu 1955, bídě navzdory, uzavřeli po padesáti letech partnerství Gončarovová a Larionov sňatek.
V závěru života už Gončarovová téměř netvořila, avšak posledním tvůrčím impulsem se pro ni stal let družice Sputnik v roce 1957. Ten v ní probudil vlastenecké city, a tak namalovala více než dvacet pláten oslavujících let Sputniku.  To bylo její poslední dílo, které vytvořila za obrovských bolestí na lůžku, sužovaná rakovinou a artritidou.
Zemřela roku 1962, její tělo bylo pohřbeno na hřbitově Ivry-sur-Seine. Michail Larionov zemřel o dva roky později a byl pohřben po Nataliině boku.

## Dílo
Její práce kombinovala různé techniky a styly včetně malby, grafiky, scénografie, módy, interiérového designu, knižní ilustrace a performance.
V prvních letech byla ovlivněna impresionismem, na který navázaly symbolistní obrazy a kresby, směřující k nostalgickým kompozicím. Po období neoprimitivismu, kde zobrazila scény z běžného života prostého lidu (rybolov, štípání dřeva, bělení prádla apod.), se objevují díla ovlivněná pozdním impresionismem a fauvismem. V roce 1912 začala podrobněji sledovat principy francouzského kubismu a italského futurismu. Základní znaky těchto vývojových trendů spojila v jeden – kubofuturismus. Společně se svým životním druhem Michailem Larionovem se podílela na vytvoření nového výtvarného směru – rayonismu (také lučismus; z ruského luč- paprsek), který po jejich odchodu do Paříže postupně zanikl. Byl založen na efektu odraženého světla na povrchu zobrazovaných předmětů. Její dílo se vyznačuje expresivní barevností. Podstata malby spočívala podle ní v kombinaci barev, jejich sytosti a hloubce, vztahu barevných hmot. Náměty jejího umění sahají od zátiší po akty, od selských výjevů po abstrakce, od futuristických krajin po zobrazení Apokalypsy. Kombinavala modernismus s tradičními formami ruského lidového umění jako byl lubok (oblíbený ruský tisk), malba ikon a vývěsní štíty obchodů.
V Paříži byla považována za jednu z nejlepších malířek pracujících pro současné divadlo. Navrhla řadu výprav a kostýmů pro Ďagilevův Ruský balet (Svatby, Zlatý kohoutek, Soročinský trh, Sadko, Pták Ohnivák) i další divadelní scény. V baletních dílech se projevil její specifický ruský lidový styl ve futuristickém pojetí.

## Galerie

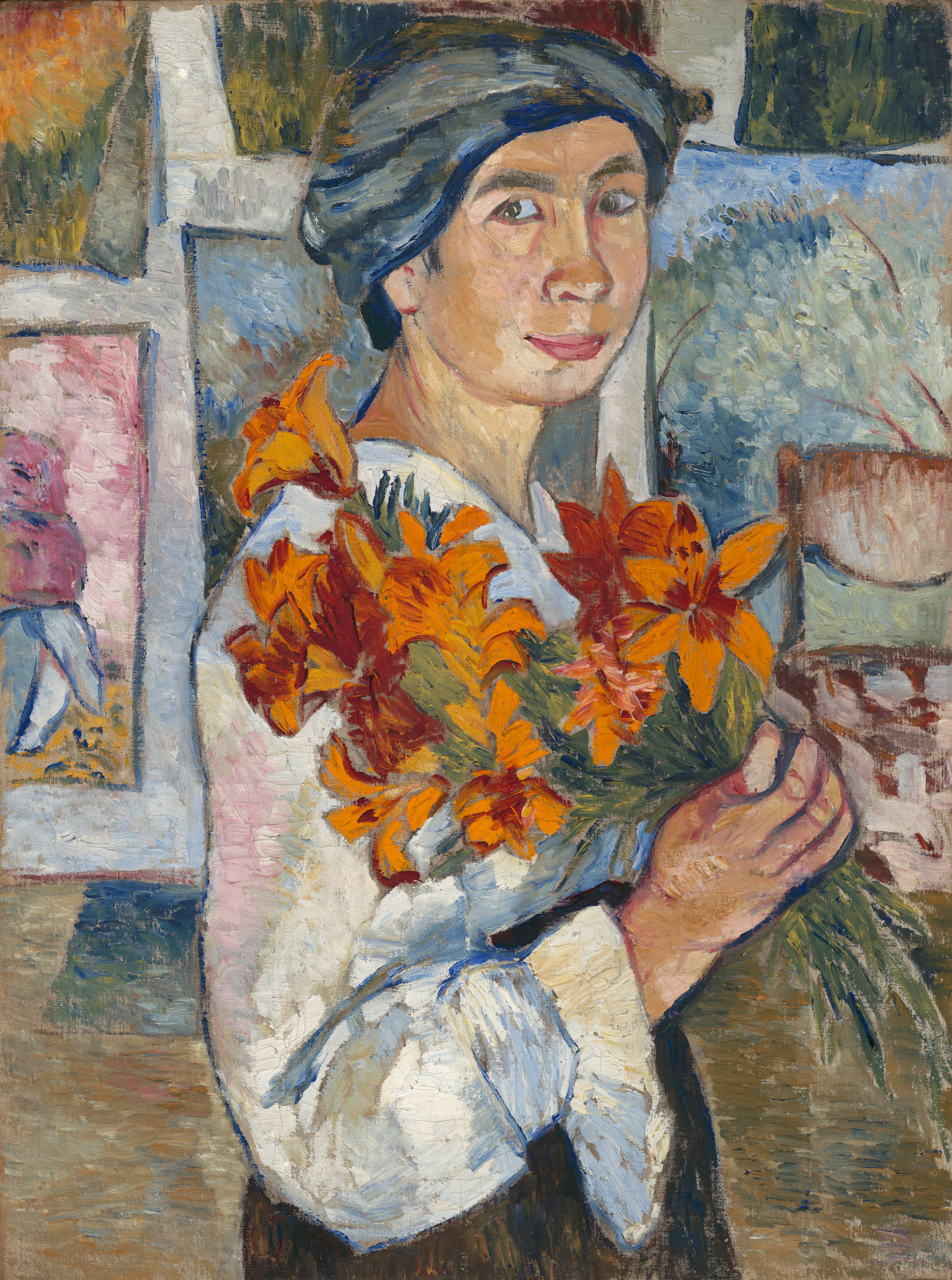
Autoportrét (1907)
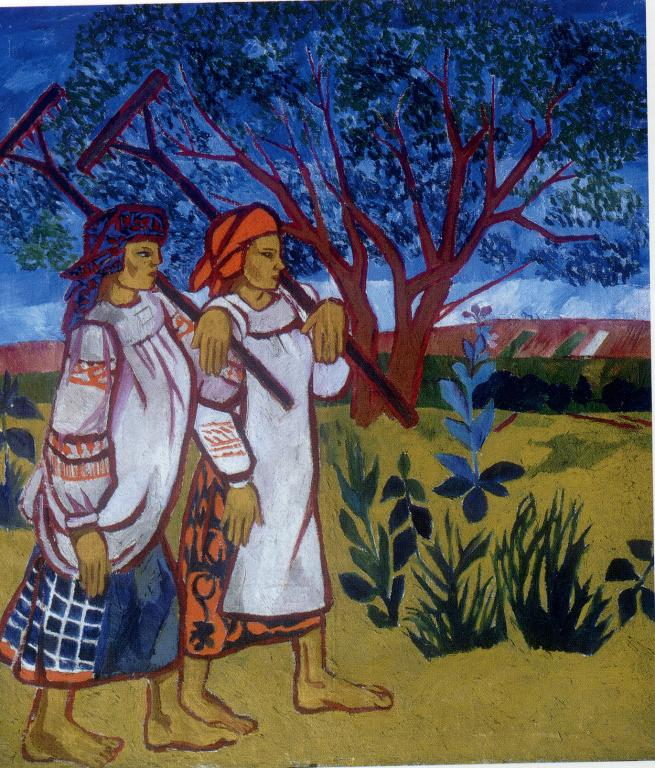
Ženy s hráběmi (1907)
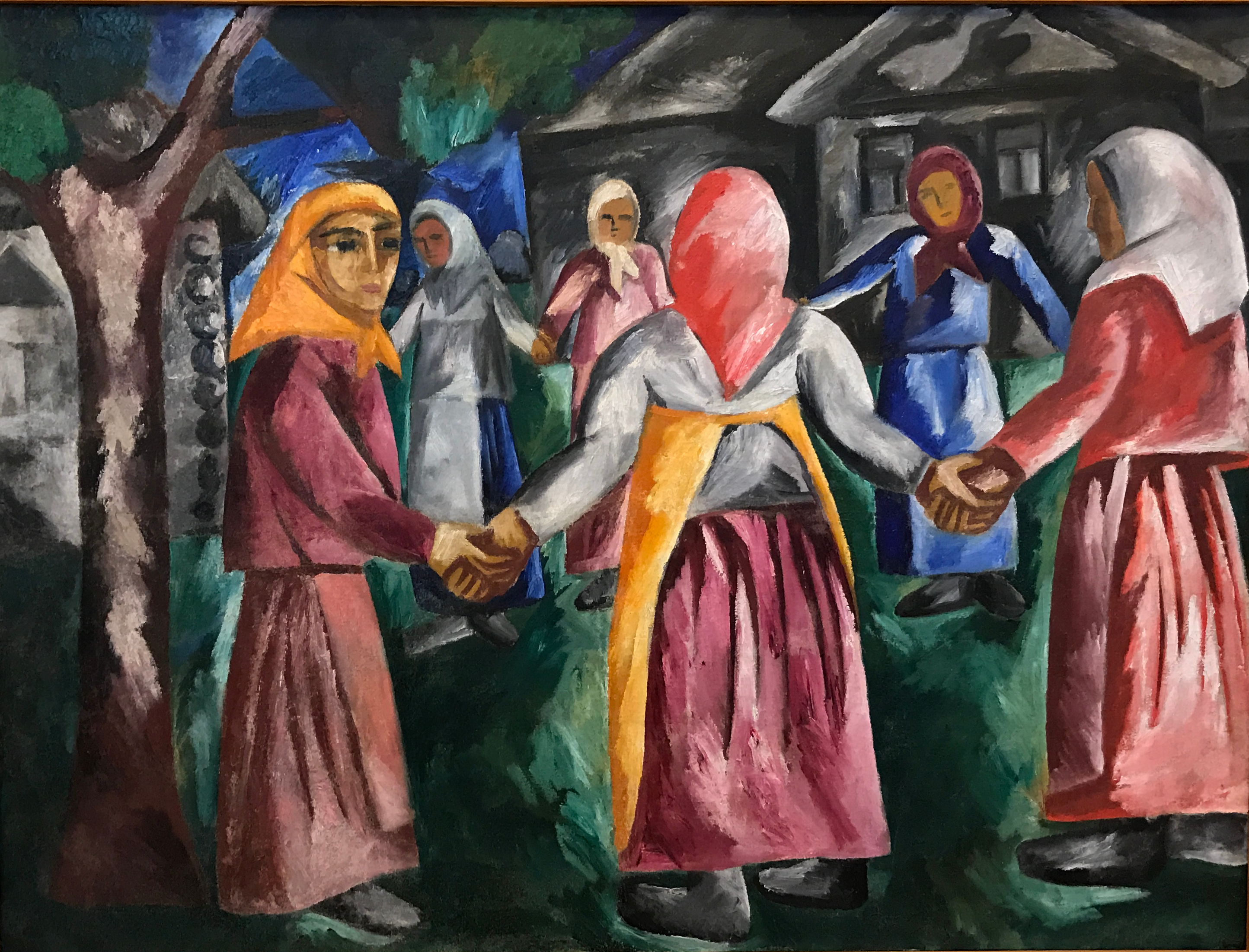
Chorovod (1910)
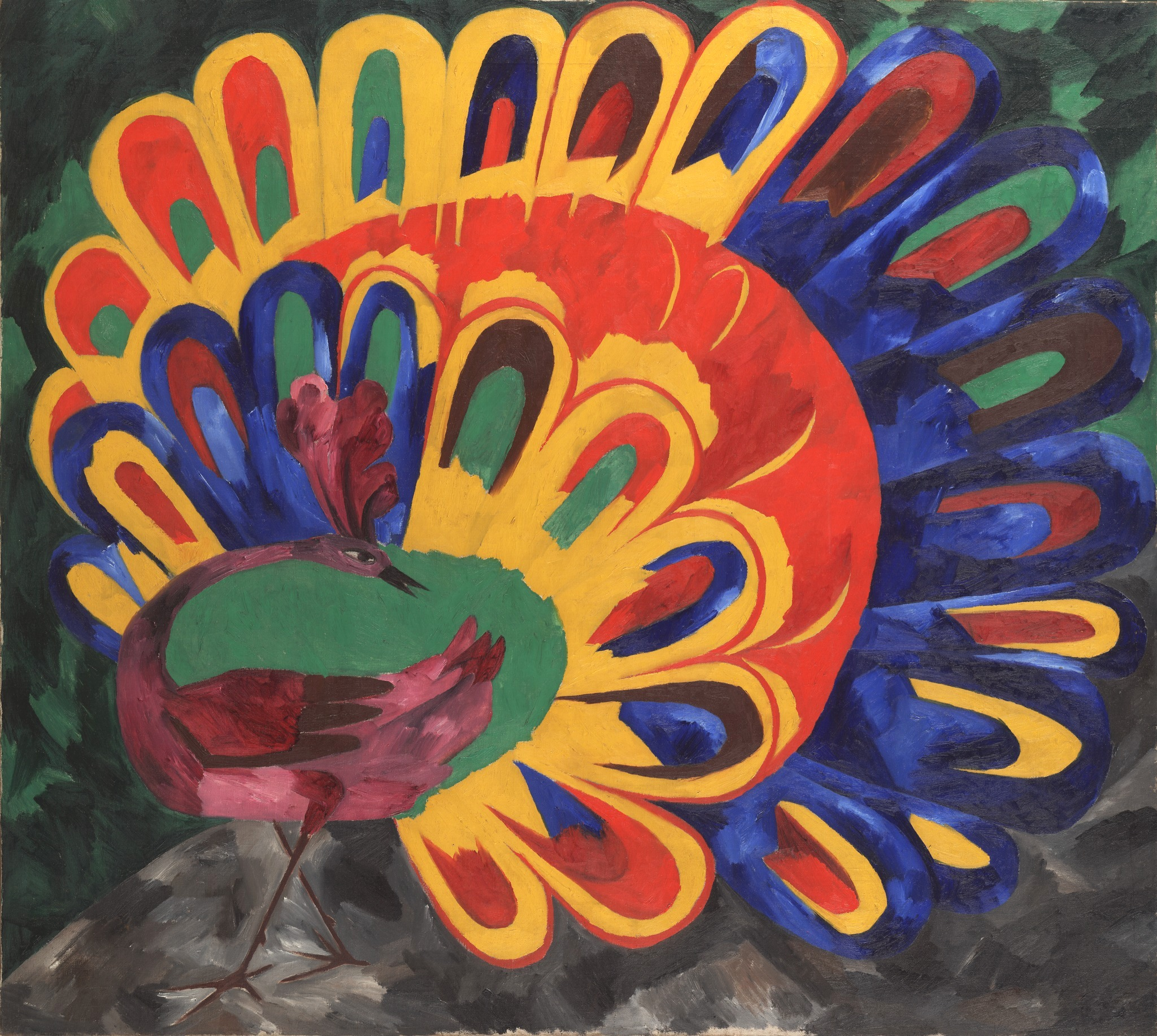
Páv ve slunečním světle (1911)
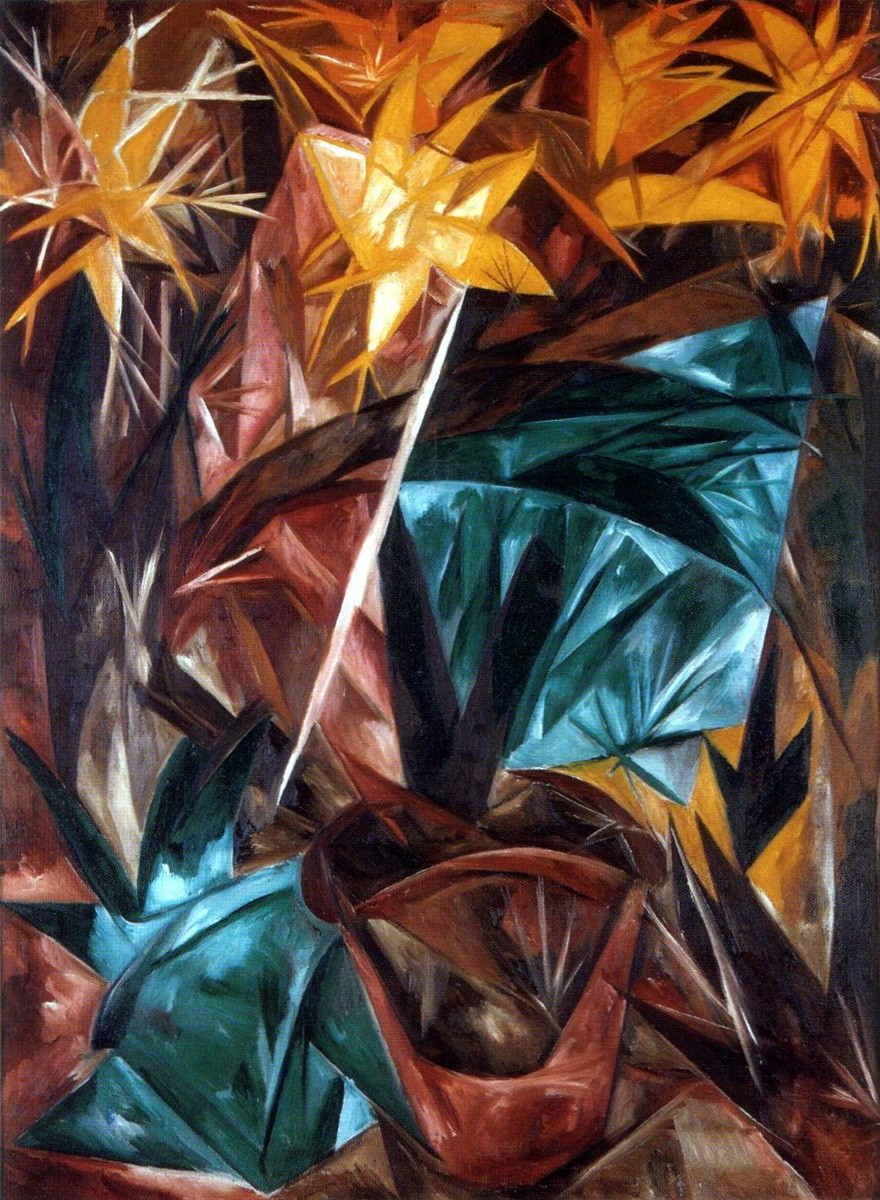
Rajonistické lilie (1913)
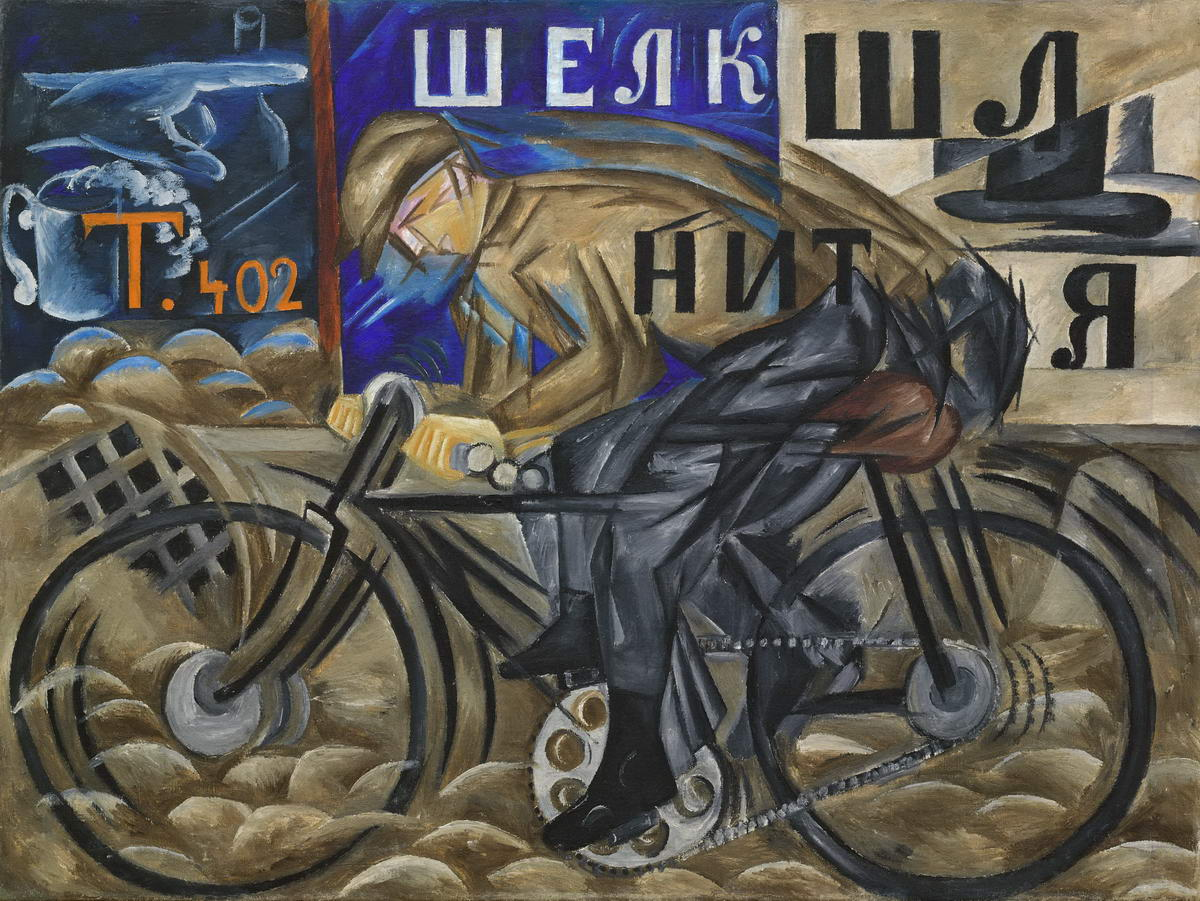
Cyklista (1913)
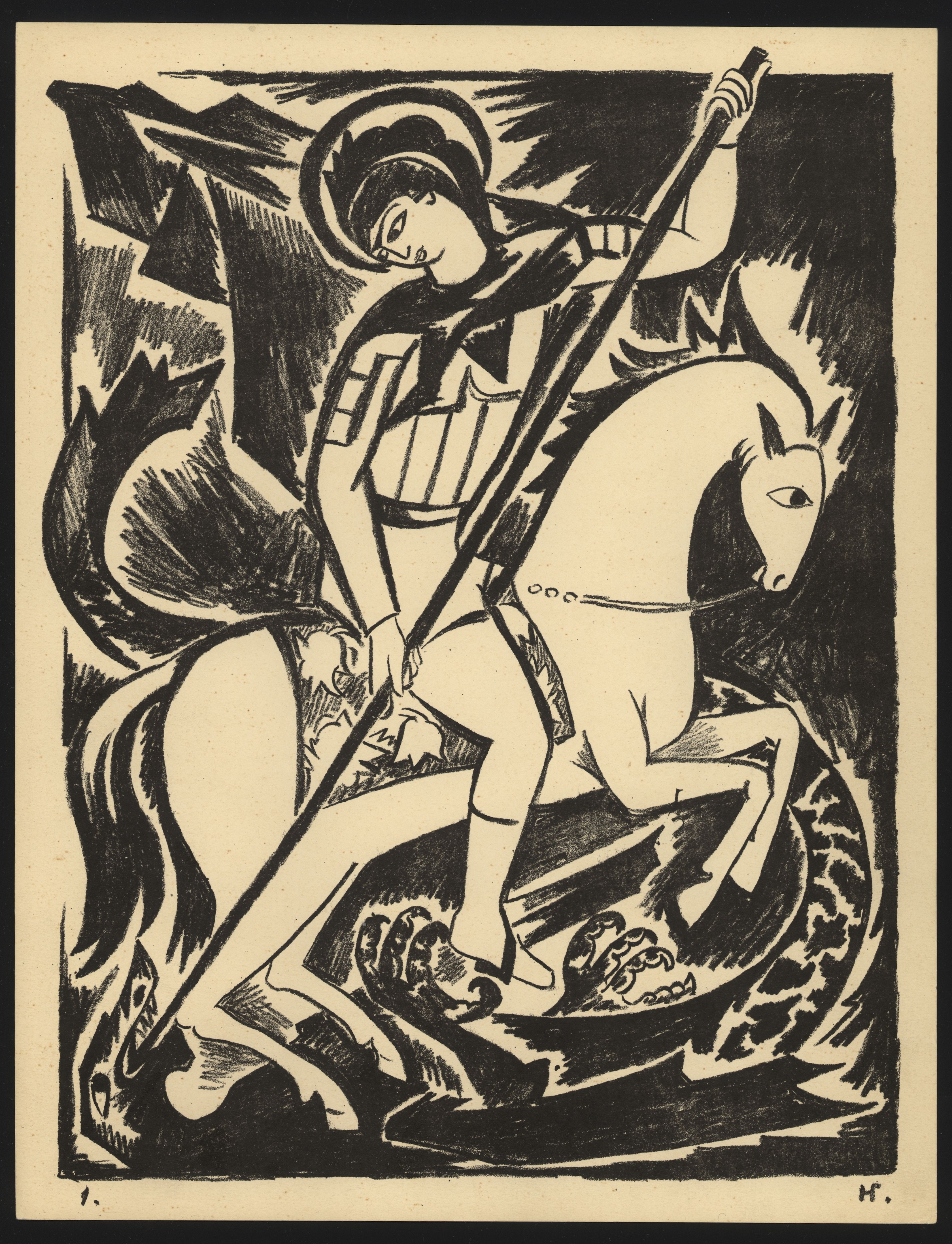
Svatý Jiří Vítězící (litografie 1914)